# 富蘭克林大道／植物園車站
富蘭克林大道/植物園車站（英語：Franklin Avenue/Botanic Garden station）是紐約地鐵一個地鐵站複合，由IRT東公園道線與BMT富蘭克林大道線共用，位於布魯克林富蘭克林大道及東公園道交界，設有以下服務：
- 2號線、4號線、S線列車（任何時候停站）
- 3號線列車（任何時候停站（深夜除外））
- 5號線列車（僅平日停站）

車站複合以布魯克林植物園命名。東公園道線與富蘭克林大道接駁線月台的免費轉乘於1999年加入，利用自1928年10月BMT植物園車站啟用的通道。

## 車站結構
| G            | 街道                  | 出入口 |
| B1           | 夾層                  | 閘機、車站詢問處                                                                                               |
| B2 BMT月台層 | 側式月台，右側開門    | 側式月台，右側開門                                                                                             |
| B2 BMT月台層 | 南行                  | 往展望公園（總站）                                                                                             |
| B2 BMT月台層 | 北行                  | 往富蘭克林大道（公園廣場）                                                                                     |
| B2 BMT月台層 | 側式月台，右側開門    | |
| B3 IRT月台層 | 北行                  | 往威克菲爾德-241街（東公園道-布魯克林博物館） · 往哈萊姆-148街（ 深夜時往伍德羅恩）（東公園道-布魯克林博物館） |
| B3 IRT月台層 | 島式月台，左/右側開門 | |
| B3 IRT月台層 | 北行快速              | 往伍德羅恩（大西洋大道-巴克萊中心） · 往涅雷大道（黃昏尖峰時段）/代里大道（平日）（大西洋大道-巴克萊中心）     |
| B3 IRT月台層 | 南行快速              | 往猶提卡大道（總站） · 往夫拉特布什大道-布魯克林學院（平日）（總統街-麥德加·艾菲斯學院）                       |
| B3 IRT月台層 | 島式月台，左/右側開門 | |
| B3 IRT月台層 | 南行                  | 往夫拉特布什大道（總統街-麥德加·艾菲斯學院） · （深夜時）往新地段大道（諾斯特蘭大道）                          |

## BMT富蘭克林大道線月台
植物園車站位於BMT富蘭克林大道線，設有兩個側式月台和兩條軌道。車站以布魯克林植物園命名，距離此站兩個街區。
此處沒有設置車站，1926年12月，直至興建了一個新車站取代南面的舊車站「消費者公園車站」，由於距離展望公園車站過近而廢除。「消費者公園車站」於1924年改名為「植物園車站」。新車站於1928年9月30日啟用，舊站於同日關閉。
車站自從紐約市公共運輸局考慮是否放棄或重建車站和路線時逐步惡化。由於貝德福德-斯泰弗森特與皇冠高地社區的說服，城市決定於1998年7月至1999年9月重建路線，並興建了可轉乘IRT東公園道線富蘭克林大道車站的IRT夾層通道。在重建計劃前，只有一部分車站位於隧道內，月台較長和在露天延展。
車站的夾層位於月台和軌道上方，並設有兩條樓梯連接候車區。

## IRT東公園道線月台
富蘭克林大道-麥德加·艾菲斯學院車站是IRT東公園道線一個地下快車站，設有兩個島式月台和四條軌道，於1920年8月23日啟用。
車站主入口是一個位於月台和軌道中央上方的夾層。各月台設有兩條樓梯連接候車區，並容許不同方向的免費轉乘。往富蘭克林大道接駁線的轉乘通道位於車站西端。各月台設有一條樓梯前往夾層，並設有一條往富蘭克林大道車站方向月台的通道。若要前往展望公園車站方向月台則需跨過跨線天橋。

## 外部連結
- nycsubway.org—Brooklyn IRT: Franklin Avenue
- nycsubway.org—BMT Franklin: Botanic Garden
- nycsubway.org — Brooklyn IRT: Map 2, Brooklyn IRT Dual Contracts（页面存档备份，存于）
- nycsubway.org — IL7/Square Artwork by Millie Burns (1999) （页面存档备份，存于）
- Station Reporter — 2 Train
- Station Reporter — 3 Train
- Station Reporter — 4 Train
- Station Reporter — 5 Train
- Station Reporter — Franklin Shuttle
- The Subway Nut — Botanic Garden Pictures （页面存档备份，存于）
- The Subway Nut — Franklin Avenue Pictures （页面存档备份，存于）
- MTA's Arts For Transit — Botanic Garden – Franklin Avenue
- Franklin Avenue entrance to Eastern Parkway Line from Google Maps Street View
- Franklin Avenue entrance to Shuttle from Google Maps Street View
- BMT platforms from Google Maps Street View
- IRT platforms from Google Maps Street View